# Pogorzel (powiat miński)
Pogorzel – wieś sołecka w Polsce położona w województwie mazowieckim, w powiecie mińskim, w gminie Siennica.
W latach 1975–1998 miejscowość należała administracyjnie do województwa siedleckiego.
Pogorzel Siennicka należy do grupy najstarszych wsi okolic Siennicy i Mińska Mazowieckiego. Legendarne początki osadnictwa w dziejach nowożytnych sięgają XIII wieku, jednak pierwsze udokumentowane wzmianki pochodzą dopiero z XVI wieku.
Wierni Kościoła rzymskokatolickiego należą do parafii św. Stanisława Biskupa Męczennika w Siennicy.

## Etymologia nazwy miejscowości
Pogorzel pochodzi od obszaru celowo wypalonej puszczy pod zasiedlenie, a także oznacza lokalizację administracyjną i geograficzną przeznaczoną pod budowę drogi wiodącej z Warszawy przez Mińsk, Siennicę i Latowicz do Włodawy i dalej na Ukrainę. Trakt ten zwany był „staroruskim traktem” lub tzw. „traktem włodawskim”.
Wyraz pogorzel był powszechnie używany w języku staropolskim i oznaczał: pożogę, pożar, zniszczenie ogniem, szczątki spalonej budowli, zgliszcza, miejsce po pożarze. Współcześnie wyraz pogorzel stosowany jest głównie w odniesieniu do nazw miejscowości. W dokumentach źródłowych, szczególnie kartograficznych możemy znaleźć różne nazwy Pogorzeli: z łaciny Pogorzely, niemiecka Pogorshel czy Pogorzela z wizytacji biskupa Goślickiego w 1603 r.

## Położenie
Wieś położona jest 7 km na południowy wschód od Mińska Mazowieckiego przy drodze wojewódzkiej nr 802 Mińsk Mazowiecki – Seroczyn stanowiącej szkielet komunikacyjny gminy Siennica i główny dojazd do południowej części powiatu mińskiego. Geograficznie Pogorzel położona jest na wschodnim Mazowszu, między Wysoczyzną Kałuszyńską a Równiną Garwolińską. Przez tereny te w okresie czwartorzędu przechodził lodowiec. Świadczą o tym pozostałe po jego aktywności wzgórza wydmowe.

## Historia
Obszar dzisiejszej Pogorzeli był w średniowieczu częścią wielkich puszcz królewskich. Puszcze te były w nielicznych miejscach zamieszkane przez ludzi. Puszcze okalające Pogorzel i najbliższe okolice to głównie tzw. puszcza mińska, natomiast sąsiednie to m.in. Starogrodzka i Osiecka usytuowane na zachód od Starogrodu. Takie warunki nie sprzyjały osadnictwu. Radykalna zmiana nastąpiła po zawarciu unii polsko-litewskiej, a także po włączeniu Mazowsza do Korony. Od tego momentu na terenach wschodniego Mazowsza zaczęło coraz intensywniej rozwijać się osadnictwo.
Pogorzel początkowo była skupiskiem paru gospodarstw chłopskich bądź jednego gospodarstwa – zwanego folwarkiem. W XVI wieku właścicielem folwarku była rodzina Siennickich z pobliskiej Siennicy i to za sprawą tej rodziny można znaleźć pierwsze udokumentowane wzmianki o Pogorzeli. W 1526 r. księżna Anna Mazowiecka dała prawo do założenia miasta Janowa swemu dworzaninowi Stanisławowi Sienickiemu z Sienicy. W nowo stworzonym mieście, którego nazwa z biegiem czasu zmieniła się na Siennica, rodzina Sienickich ufundowała kościół z zamiarem założenia parafii. Z dokumentu erekcyjnego parafii Siennica z 3 kwietnia 1528 r. możemy dowiedzieć się, że do nowo założonej parafii należało 18 wsi w tym także Pogorzel. Dodatkowo z dziesięciny pobieranej m.in. z folwarku w Pogorzeli uposażona była plebania nowo powstałej parafii. Kolejne wzmianki o Pogorzeli pochodzą ze spisów parafialnych z lat: 1540, 1576, 1857, 1896 razem z kolonią Zygmuntówką oraz z ostatniego w 1992 r. razem z Nową Pogorzelą.

## Zabytkowy dwór
W początkach XVIII wieku po rodzinie Sienickich Pogorzel podobnie jak okoliczne dobra włącznie z Siennicą trafiła w ręce rodziny Rudzińskich herbu Prus. W latach 1740–1742 Antonina Nowosielska razem z mężem Kazimierzem Rudzińskim wybudowali dwór w Pogorzeli, budowlę otacza 10 hektarowy park wypoczynkowy wraz ze stawem.

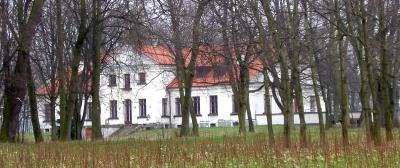
Dwór Rudzińskich – widok z ul. Parkowej

Kompleks parkowy zaprojektował Antonio Solari, architekt pochodzenia włoskiego, późniejszy autor projektu klasztoru reformatów w Siennicy. Kompleks dworski powstał w miejscu starego dworku. Początkowo posiadał dach czterospadowy, balkon oraz oranżerię dobudowano ok. 1900 r. Obiekt wybudowano w stylu barokowym na planie prostokąta, parterowy z piętrową częścią środkową wysuniętą ryzalitowo od frontu i od ogrodu wraz z jednoosiowymi obustronnymi ryzalitami skrajnymi. Jest podpiwniczony z mieszkalnym poddaszem, krytym dachem naczółkowym. Układ wnętrz jest dwutraktowy. Sień występuje na osi prostokąta z dwiema klatkami schodowymi na piętro i do piwnicy. Salon jest obszerny ze ściętymi narożami. Piwnice dworu są sklepione kolebką koszową i kryte sklepieniem zwierciadlanym. Posadzki sieni wykonane są z czerwonego marmuru. Do dzisiejszych czasów zachował się kominek z XIX w. pomieszczeniu na prawo od salonu. W XVIII w. była w nim kaplica, o czym wspomina Michał Radziwiłł pod datą 17 sierpnia 1759 r. "Mszy Św w kaplicy słuchałem i obiad zjadłszy pożegnałem gospodarza"
Pod tarasem, jak podają legendy, znajduje się wejście do tunelu łączącego dwór pogorzelski z kościołem w Siennicy. Tunel ten miał być miejsce ukrywania się ludzi podczas wojen, powstań. Podczas II wojny światowej w tunelu podobno ukrywała się przed hitlerowcami ludność żydowska. Zewnętrzne elewacje dworu rozczłonkowane są pilastrami toskańskimi, zdwojonymi jednostronnie na narożach, dźwigających uproszczone belkowanie. Ryzality środkowe wieńczą trójkątne szczyty. Przed salonem dworu znajduje się wysunięty taras z dwoma biegami schodów, który pierwotnie ozdobiony był balustradą tralkową i wazonami piaskowcowymi z 1817 r. Do czasów współczesnych zachował się jeden z dwu wazonów – stoi on w kościele parafialnym pw. św. Stanisława BM w Siennicy i służy jako chrzcielnica. W niedługim czasie po wybudowaniu dworu został założony park. Początkowo stworzony był jako regularny, później przekształcony na krajobrazowy, ujęty jest z trzech stron szpalerami, z czwartej zamknięty budynkiem dworu wyniesionym na tarasie ziemnym. Na osi tarasu pozostały ślady alei z kwaterami po bokach oraz półkolistym szpalerem na zamknięciu. Od frontu wiedzie podjazd ze śladami kolistego gazonu. Oprócz parku w obrębie dworu znajduje się też od strony północno-wschodniej kompleks stawów z drewnianą altaną wybudowaną w latach 90. XX wieku oraz mostkiem. Stawy zasilane są wodą z pobliskiej strugi tzw. "Strugi pogorzelskiej" – biorącej początek na bagnach pogorzelskich i płynącej w kierunku rzeczki Sienniczanka do której wpada w okolicach wsi Gągolina. Na łączniku stawu i strugi od strony mostu (ul. Parkowa) znajduje się zapora regulująca poziom wody.
W latach 1749–1751 ufundowany został klasztor Reformatorów w Siennicy przez  Antoninę z Nowosielskich oraz Kazimierza Rudzińskiego, kompleks zaprojektował nadworny architekt królewski Antonio Solari. Po śmierci rodziny dzieło Kazimierza i Antoniny z Nowosielskich herbu Ślepowron od 1828 filantropki i aktywistki społeczno politycznej dokończył ich syn Michał Rudziński przebywający od 1747 w szkole Kadetów w Luneville, kolejny właściciel dóbr Pogorzel). Dodajął niektóre elementy wewnętrznego wystroju kościoła. W kościele Reformatorów upamiętnił rodzinę obrazami znajdującymi się w okolicy imiennych krypt obojga fundatorów kompleksu kościelno klasztornego tj: Antoniny z Nowosielskich herbu Ślepowron (zm. 1858), oraz Kazimierza Rudzińskiego, marszałka Trybunału Głównego Koronnego, (zm. 1759 r.).
Po śmierci Michała Rudzińskiego majątek Pogorzel przeszedł w ręce jego syna – Antoniego, który sprzedał Pogorzel w 1802 r. Michałowi Mdzewskiemu, biskupowi, sufraganowi płockiemu. Przy tej okazji należy zwrócić uwagę na fakt, iż w podziemiach spalonego przez Niemców w 1939 kościoła pw. Wniebowzięcia Najświętszej Marii Panny znajdowały się prochy wymienionego Michała Mdzewskiego.
W 1813 r. Pogorzel przeszła w ręce Stanisława Kraińskiego. Po Stanisławie Kraińskim z biegiem czasu przechodzi w ręce rodziny Antoszewskich. W 1860 r. Ludwig Antoszewski zamienił Pogorzel na Stachomin koło Stanisławowa, który należał do Aleksandra Mścisława Karskiego. Karski w 1867 r. sprzedał część Pogorzeli Mikołajowi Wisłockiemu, a drugą włączył do swych dóbr Nowogród i sprzedał w 1873 r. Galicyjskiemu Towarzystwu Parcelacji i Odbudowy w Krakowie, które je rozparcelowało.
W 1883 r. dwór w Pogorzeli był rozległy na 435 morgów z czego przypadało na: grunty orne i ogrody – 215 morgów, łąki – 14 morgów, lasy – 167 morgów, nieużytki – 39 morgów. Ponadto w skład majątku należała kolonia Teklin, traktowana przez pewien okres jako oddzielna wieś zamieszkana w 1883 r. przez 4 osoby gospodarujące na gruntach o wielkości 52 morgów. Do folwarku należały 2 budynki murowane oraz 4 drewniane. Płodozmian stosowany w gospodarstwie folwarcznym był 15 polowy, na ziemiach folwarku ponadto były pokłady torfu oraz nie urządzony las.

## Po 1882
Mikołaj Wisłocki prawdopodobnie w 1882 r. na skrzyżowaniu głównej drogi z drogami do Krzywicy i Dąbrowy postawił na pamiątkę swej obecności w Pogorzeli kapliczkę Matki Boskiej. Na początku XIX wieku powstała też figurka Świętej Trójcy zwana Tronem Łaski. W Pogorzeli podobno było tych figurek aż 14 rozlokowanych na granicach wsi. Miały one chronić Pogorzel przed wybuchłą w tym czasie epidemią cholery. Figura Świętej Trójcy jest jednym z cenniejszych zabytków architektury ludowej Gminy Siennica, ochroniona przed zniszczeniem, wyrestaurowana z datków mieszkańców i dofinansowania z Gminy pozostała przez lata na swym miejscu pomimo prób przeniesienia jej do siennickiego kościoła.
Proces parcelacji był przełomowym dla ludności wiejskiej. Chłopi otrzymywali na własność działki gruntu, na których mogli prowadzić gospodarstwo rolne. Ta upragniona ziemia jednak nie wszystkim w równym stopniu służyła. Część chłopów niestety nie była w stanie sama zapracować na utrzymanie – co spowodowało uzależnienie ekonomiczne od dawnego dziedzica tworząc grupę pracowników folwarcznych oraz migrację w poszukiwaniu pracy do większych miast. Od XIX wieku na wsi można było zaobserwować coraz większe zmiany. Obok znoszenia pańszczyzny występowała coraz bardziej powszechna parcelacja ziemi dworskiej, dzięki której coraz większa liczba chłopów mogła otrzymać ziemię na własność.

## Wiek XX
Od XIX wieku istniejąca przy dworze Pogorzel rozpoczyna dynamiczniejszy rozwój jako wieś. Jednakże dopiero XX wiek przyniósł zmiany, które wpłynęły na późniejsze losy wsi. Na początku XX wieku w Pogorzeli powstał jednoklasowy oddział szkolny. Początkowo lekcje odbywały się w prywatnych domach, później w nowo wybudowanej remizie strażackiej i wreszcie w nowym powojennym budynku szkolnym. W okresie II wojny światowej na terenie Pogorzeli prowadzone było tajne nauczanie w domu Państwa Laskowskich na pogorzelskiej kolonii Piachy. Dnia 11 listopada 1983 r. na skutek pożaru uległ zniszczeniu istniejący budynek szkolny.
Konsekwencją parcelacji zapoczątkowanej w XIX wieku było wydzielenie w 1901 r. przez ówczesnego właściciela Pogorzeli Karola Henneberga od dóbr Pogorzel 91 dziesięciny gruntu (około 100 ha), które zostały nazwane: dobra ziemskie Nowa Pogorzel. W tym samym roku z Pogorzeli wydzielono 44 dziesięciny gruntu na potrzeby dóbr ziemskich Wiśniewo (dzisiejsza Wiśniówka) Z biegiem czasu podział administracyjny terenów pierwotnej wsi Pogorzel, obejmował tzw. Starą Pogorzel (Pogorzel Osada), Pogorzel Środkową zwaną też przez pewien czas Willa Pogorzel (obszar folwarku Pogorzel zlokalizowanego w najbliższym sąsiedztwie dworu), Nową Pogorzel oraz Wiśniówkę.
Parcelacja majątku dworskiego była początkiem końca wsi o charakterze pańszczyźnianym – za jaką Pogorzel uchodziła. Świetność dworu i jego stały rozwój został już wcześniej zahamowany głównie z powodu długów. Ponadto zmiany społeczne zachodzące w Polsce odbiły się też na zamożności szlachty, która musiała w coraz większym stopniu dokładać do majątków ziemskich, które z kolei nie przynosiły już takich dochodów jak za czasów pańszczyzny. Właściciele zaczęli prowadzić najróżniejszą działalność gospodarczą. Świadczy o tym choćby kontrakt dzierżawny majątku Pogorzel z 16 listopada 1818 r., w którym mówi się, że do zabudowań dworskich folwarku w Pogorzeli oprócz murowanego dworu wchodziły: browar, gorzelnia, obory, chlewnie, stajnia, stodoła, owczarnia, spichlerze, karczma wjezdna i kuźnia. Tak zorganizowany folwark był samowystarczalny, a nadwyżki produkcji sprzedawane były na zewnątrz.
W XX wieku dwór przechodził kolejno przez różnych właścicieli:
- do lat 30 Karol Henneberg
- rodzina Prusów (od nazwiska: Prus)– darczyńca działki pod późniejszą szkołę (od którego nazwiska pochodzi nazwa gruntów wokół dzisiejszej szkoły, które niegdyś nazywane były "Prusami"),
- w latach 30. prawdopodobnie rodzina Sokołowskich,
- Lewiccy – właściciele dworu do wczesnych lat powojennych.

Późniejsze losy pogorzelskiego dworu wyznaczały kolejne koncepcje jego zagospodarowania. Wpisany 9 kwietnia 1962 r. do rejestru zabytków został uchroniony przed degradacją po zniszczeniach wojennych. Po wojnie próbowano stworzyć w nim gospodarstwo rolne, co skończyło się fiaskiem z powodu zaciętości i przywiązania pogorzelskich chłopów do ziemi. Z tworzeniem gospodarstwa rolnego w Pogorzeli związana jest historia Piotra Jurkowskiego, który po oddaniu na rzecz gospodarstwa swej ziemi, po pewnym czasie obciął sobie siekierą koniuszki palców, które podpisywały dokument. W latach 1952–1965 w zabudowaniach dworu mieścił się Państwowy Ośrodek Maszynowy. Latem 1974 r. był miejscem kręcenia zdjęć do nominowanego do Oskara filmu "Noce i dnie", gdzie stylizował powieściowy Pamiętów. Obecnie własność prywatna.

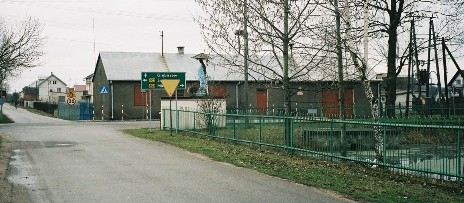
Remiza OSP Pogorzel – widok od strony ulicy Parkowej

Dzięki determinacji mieszkańców działalność szkoły była kontynuowana w prywatnym domu by po 7 latach przenieść się do nowej szkoły wybudowanej na miejscu spalonej jesienią 1983 r.
Obok szkoły na uwagę zasługuje też powstanie w 1918 r. z inicjatywy Karola Siwca Ochotniczej Straży Pożarnej. Początki straży były trudne. Za tymczasową remizę służyła szopa na działce podarowanej przez ówczesnego dziedzica, a za wóz bojowy – wóz konny z beczką. W 1928 r. wybudowana została nowa remiza, w której oprócz straży mieściła się też szkoła. Wybuch wojny nie przerwał działalności straży, która dysponowała w tym czasie przerobionym na cele pożarnicze samochodem marki Mercedes. Po wojnie straż coraz prężniej się rozwijała. Zakupowano coraz więcej sprzętu. Kolejne lata aż do dzisiaj minęły jako okres wzlotów i upadków. Początek lat 90. XX wieku, od kiedy prezesem OSP Pogorzel został mgr Franciszek Witek to zarazem początek dobrego okresu dla straży. Szkoła i Ochotnicza Straż Pożarna to kluczowe elementy współczesnych dziejów Pogorzeli, obok nich w 1969 r. stanęło też Koło Gospodyń Wiejskich stworzone przez Janinę Sadowską, które to kultywowało zwyczaje ludowe i obrzędy oraz aktywnie uczestniczyło w życiu wsi.
Po wojnie w wyniku wejścia w życie ustawy z 25 września 1954 r. o reformie podziału administracyjnego wsi i powołaniu gromadzkich rad narodowych (Dz. U 1954 nr 43 poz. 190 Ustawa o zmianie konstytucji PRL z dn. 25.09. 1954, nr 43 poz. 191 Ustawa z dn. 25.09. 1954 o reformie podziału administracyjnego wsi i powołaniu gromadzkich rad narodowych, zm. Dz. U 1957 nr 17 poz.87 Ustawa z 22.03.1957)w Pogorzel w latach 1954 - 1961 stała się siedzibą Gramadzkiej Rady Narodowej. W skład Gromady Pogorzel wchodziły: Pogorzel, Nowa Pogorzel, Dąbrowa, Julianów, Krzywica, Nowe Zalesie, Strugi Krzywickie, Krzywica, Wojciechówka. Od 1 stycznia 1960r. Gromada Pogorzel powiększona została o wsie ze zlikwidowanej Gromady Grzebowilk tj. Grzebowilk, Iłówiec, Wólka Iłówiecka, Grabina, Borówek, Chełst. Gromada Pogorzel zlikwidowana została Uchwałą WRN w Warszawie z dn.27.09.1961 nr IV/19/61 z mocą obowiązującą od 31.12.1961 r.(Dz. Urz. WRN w Warszawie nr 13 poz. 292), jej teren włączono do gromady Siennica: wsie Dąbrowa, Krzywica, Nowa Pogorzel, Nowe zalesie, Pogorzel, Strugi Krzywickie, Wojciechówka; do gromady Cielechowizna: wieś Julinów; Grzebowilk do gromady Rudzienko k. Kołbieli.
W 1954r. gromada składała się z 11 członków (radnych). W wyniku wyborów do Gromadzkich Rad Narodowych, które odbyły się 5 grudnia 1954 r. w skład radnych gromady weszli: 1. Jakubowski Wacław, 2. Baczewska Genowefa, 3. Witek Stanisław, 4. Witek Jan, 5. Wiącek Jan, 6. Sado Karol, 7. Jarzębski Józef, 8. Grzegorczyk Aleksander, 9. Grzegrzółka Antoni, 10. Szostek Czesław, 11. Jarzębski Feliks. W następnych latach liczba radnych była zwiększana by w wyborach 1961 r. osiągnąć 16 osób.

## Działania zbrojne w Pogorzeli w okresieII wojny światowej
Niszczycielskie doświadczenia II wojny światowej nie oszczędziły Pogorzeli. Była ona bowiem świadkiem licznych przemarszów wojsk, a także celem ich łupieżczych praktyk. We wsi i w jej okolicy dochodziło też do bitew i potyczek. W dniach 28-29 lipca 1944 r. pod Pogorzelą rozegrała się wielka bitwa pancerna między jednostkami elitarnej niemieckiej 1 Dywizji Spadochronowo-Pancernej "Hermann Göring" przydzielonymi do 73 Dywizji Piechoty i wspartymi oddziałami dział szturmowych, a pancernymi jednostkami sowieckimi 8 Gwardyjskiego Korpusu Pancernego 2 Armii Pancernej nacierającej od strony Dęblina przez Stoczek Łukowski, Latowicz i Parysów, w ramach Operacji Lubelsko-Brzeskiej. W pierwszym dniu bitwy Rosjanie stracili 12 czołgów (T-34, IS i Valentine), gdyż wpadli w zasadzkę przygotowaną na skraju lasu przez zamaskowane niemieckie niszczyciele czołgów Jagdpanzer IV. Niemcy kontratakowali, w związku z czym Siennica 9 razy przechodziła z rąk do rąk. W drugim dniu bitwy Rosjanie wysłali do ataku grupę 12 czołgów T-34, które zostały zaatakowane przez zamaskowane Jagdpanzer IV. Gdy trwał bój, główne siły rosyjskie obeszły Niemców od północnego wschodu. Gdy niszczyciele czołgów Jagdpanzer IV ujawniły już swe pozycje, zostały od tyłu zaatakowane przez Rosjan (grubość przedniego pancerza Jagdpanzer IV wynosiła 80 mm, pancerza tylnego tylko 22 mm, co skłaniało do takiego ataku). To tutaj właśnie w tym ataku 29 lipca 1944 r. zginął bratanek marszałka Rzeszy Hermanna Göringa, dowódca kompanii Hauptmann Heinz Göring. Tego dnia Rosjanie stracili 23 czołgi, m.in. na skutek działania niemieckiej artylerii przeciwpancernej. Niszcząc wiele Jagdpanzer IV Rosjanie wreszcie przełamali umocnioną niemiecką linię obronną Ostrowiec-Kołbiel-Siennica, bronioną przez 73 Dywizję Piechoty, której dowódcą był generał Fritz von Franek. Straty niemieckie też były poważne, bo w dniach 27-30 lipca stracili ogółem 40 czołgów i kilkanaście Jagdpanzer IV. W tym czasie w składzie dywizji HG nie było batalionu PzKpfw V Panther, dysponowała tylko batalionem PzKpfw IV oraz niszczycielami czołgów Jagdpanzer IV. W związku z tym celem wzmocnienia jednostki do jej składu czasowo włączono 3 kompanię I batalionu 26 pułku czołgów 19 Dolnosaksońskiej Dywizji Pancernej Wermachtu. Bitwa ta weszła do historii pod nazwą "Bitwa pancerna pod Pogorzelą". Po tej bitwie oddziały sowieckiej 2 Armii Pancernej, które brały w niej udział, dotarły 31 lipca w rejon Wołomina, wchodząc z marszu do trwającej tam kolejnej morderczej bitwy. Pogorzel kilkakrotnie podczas swej historii ulegała całkowitemu zniszczeniu – ostatni raz w lipcu 1944 roku, kiedy to doszczętnie spłonęła w związku z bitwą.

## Pogorzel dzisiaj
Współczesna Pogorzel to zupełnie inna wieś niż przed laty. Dogodne położenie przy drodze wojewódzkiej nr 802 będącej m.in. główną arterią komunikacyjną Gminy Siennica powoduje, że wieś ma znakomite połączenia komunikacyjne. Dziennie w kierunku Mińska Mazowieckiego i Warszawy oraz na południe do Siennicy i dalej w kierunku Latowicza wykonywanych jest kilkadziesiąt połączeń autobusowych.
Przed II wojną światową w Pogorzeli mieszkało blisko 580 mieszkańców, co w połączeniu z Nową Pogorzelą dawało prawie 700 osób. Wojna a później nowe warunki powojenne zmieniły te wielkości chociaż po wojnie liczba mieszkańców znacznie wzrosła osiągając blisko 1000 osób. Obecnie w Pogorzeli mieszka 358 osób, a w Nowej Pogorzeli 231, co daje łącznie 589 osób. Dzięki temu Pogorzel (jako całość) jest drugą (po Siennicy) co do wielkości zaludnienia wsią gminy Siennica.
Obok zmian demograficznych w Pogorzeli zaszły też zmiany organizacji warunków życia mieszkańców. We wczesnych latach powojennych wieś została zelektryfikowana. W latach 70. XX wieku zainstalowano oświetlenie uliczne. Najbardziej dynamiczny rozwój nastąpił na przełomie XX i XXI wieku.
W Pogorzeli w tym czasie został wybudowany wodociąg, nastąpił rozwój sieci telefonicznej z szerokopasmowym dostępem do sieci internet, zostały wybudowane dwa newralgiczne z punktu widzenia wsi odcinki dróg – w 1993 r. 900 metrów drogi Pogorzel – Krzywica oraz w 2002 kilometrowy odcinek drogi Pogorzel – Dąbrowa.  

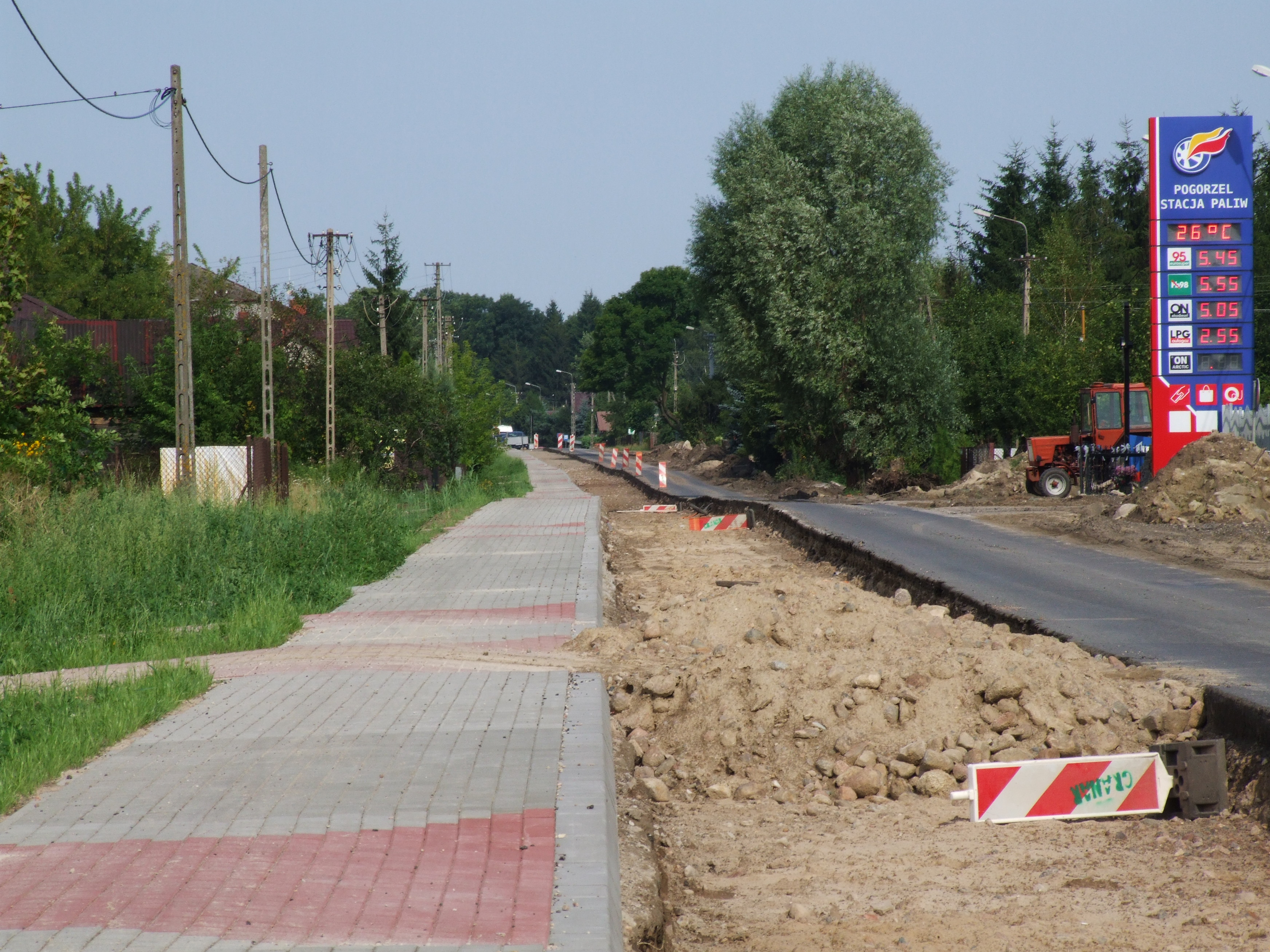
Przebudowa drogi wojewódzkiej nr 802. Pogorzel, ulica Mińska

W roku 2014 przebudowano drogę wojewódzką nr 802. Była to długo oczekiwana inwestycja mająca na celu poprawę warunków bezpieczeństwa uczestników ruchu. Na całej długości odcinka drogi w ciągu ulicy Mińskiej wykonano nową podbudowę natomiast na pozostałym odcinku poprawiono profil drogi. Wprowadzono zmiany w stałej organizacji ruchu poprzez budowę nowych przejść dla pieszych oraz dodatkowego pasa skrętu w kierunku wsi Grzebowilk. Przy drodze na długości całej wsi wybudowano chodniki - obustronne na odcinku ulicy Mińskiej oraz Pałacowej (od przystanku autobusowego przy ul. Krótkiej) oraz jednostronny na ulicy Pałacowej (odcinek od remizy Ochotniczej Straży Pożarnej do szkoły). 
Rok 2014 to też czas, kiedy przy szkole powstał skwer tzw. miejsce spotkań dla mieszkańców Pogorzeli i Nowej Pogorzeli. Dzięki środkom z funduszu sołeckiego co roku na terenie Pogorzeli i Nowej Pogorzeli realizowane są inicjatywy społeczne, które w coraz większym stopniu zaspokajają potrzeby mieszkańców. Należą do nich m.in. takie zadania jak: rozbudowa oświetlenia ulicznego (ulice Szkolna, Parkowa), budowa oświetlenia na skwerku przyszkolnym, budowa siłowni zewnętrznej.
Do nowych projektów zmierzających poprawie warunków życia mieszkańców należy również budowa przydomowych oczyszczalni ścieków, plany budowy kanalizacji sanitarnej na terenie całej wsi, czy też budowa gazociągu - w pierwszym etapie w ciągu ulic Mińskiej, Pałacowej i Granicznej. 
W latach 90. w Pogorzeli jak też w Nowej Pogorzeli zaszły zmiany w organizacji zagospodarowania przestrzennego – zostały wprowadzone nazwy ulic, i tak w Pogorzeli powstało 7 ulic: Mińska, Parkowa, Poprzeczna, Graniczna, Letniskowa, Leśna, Polna oraz Nowej Pogorzeli (też 7 ulic): Pałacowa, Szkolna, Krótka, Długa, Świerkowa, Wiśniowa oraz Graniczna.
Obecnie w Pogorzeli znajduje się z instytucji i organizacji publiczno - oświatowych: Publiczna Szkoła Podstawowa im. Absolwentów Siennickich Szkół Pedagogicznych, Ochotnicza Straż Pożarna; powstałe 10 marca 2010 r. Stowarzyszenie Rozwoju Wsi Pogorzel, Nowa Pogorzel i okolic.
Z infrastruktury usługowej: prywatny sklep ogólnospożywczy przy ulicy Mińskiej, punkt skupu metali kolorowych, stacja paliw przy ulicy Mińskiej, warsztat samochodowy oraz innych takich jak: usługi elektryczne, murarskie, remontowe, ciesielskie, "Karczma" – sala imprez okolicznościowych (przy ulicy Szkolnej), Pałac weselny -  "Noce i Dnie" przy ulicy Pałacowej.

## Zabytki
- Dwór Kazimierza Rudzińskiego i Antoniny Nowosielskiej[17] wraz z parkiem wybudowany w 1740-1742.[18]
- Kapliczka Świętej Trójcy
- Kapliczka Matki Boskiej

## Miejsca pamięci
- Grób nieznanego żołnierza (przy ul. Leśnej)
- Tablica pamiątkowa przy Publicznej Szkole Podstawowej im. Siennickich Szkół Pedagogicznych w Nowej Pogorzeli